# 1Lib1Ref
#1Lib1Ref (1 библиотекар, 1 референца) кампања је која се организује на Википедији и која позива сваког библиотекара да учествује у пројекту побољшавајући поузданост чланака на Википедији додавањем цитата, односно референци. У романским језицима позната је и као 1Биб1Реф кампања.
Прва кампања #1Lib1Ref организована је у сусрет 15. годишњице оснивања Википедије на енглеском језику у јануару 2016 године. Организатори ове кампање су проценили да ако би сваки библиотекар на планети потрошио 15 минута додајући цитат, резултирало би решењем 350.000 „тражи се извор” ознака на Википедији на енглеском језику. Прве године, ова кампања је трајала недељу дана, од 15. до 23. јануара, а уредници су, ради промоције кампање, користили хаштаг односно ознаку #1Lib1Ref на различитим платформама друштвених медија.

## Резултати прве кампање
Кампања је прве, 2016. године, завршена са 1.232 унете референце у 879 чланака, од стране 327 уредника на 9 језичких верзија Википедије, користећи хаштаг #1Lib1Ref у опису измене. Претпоставља се да су реални резултати ове кампање још успешнији, с обзиром да је примећено да многи учесници изостављају хаштаг #1Lib1Ref из описа измене. На Твитеру је хаштаг #1Lib1Ref коришћен у преко 1.100 постова од стране преко 630 корисника.

## Догађај који се понавља
Кампања је поново оживљена као годишња прослава рођендана Википедије, која се у наредним годинама проширила на тронедељни догађај. Кампања #1Lib1Ref је део ГЛАМ стратегије ширења Задужбине Викимедија за укључивање библиотекара у унапређења поузданости Википедије, и других Викимедијиних пројеката.